# Équipe de France de football en 1933
Chronologie
Saison précédente Saison suivante
L'équipe de France joue sept matches en 1933 pour deux victoires, deux nuls et trois défaites. 
Le Comité de sélection se réduit au triumvirat composé par Gaston Barreau, Jean Rigal et Maurice Delanghe.

## Les matchs
| Date            | Stade                                           | Adversaire      | Score | Comp | Buteurs français                          |
| 12 février 1933 | Parc des Princes Paris, France                  | Autriche        | D 0-4 | A    | -                                         |
| 19 mars 1933    | Stade Grünewald Berlin, Allemagne               | Allemagne       | N 3-3 | A    | Rio (22e) & Gérard (81e & 83e)            |
| 26 mars 1933    | Stade olympique Yves-du-Manoir Colombes, France | Belgique        | V 3-0 | A    | Rio (34e), Langiller (74e), Nicolas (81e) |
| 23 avril 1933   | Parc des Princes Paris, France                  | Espagne         | V 1-0 | A    | Nicolas (32e)                             |
| 25 mai 1933     | Stade olympique Yves-du-Manoir Colombes, France | Pays de Galles  | N 1-1 | A    | Nicolas (78e)                             |
| 10 juin 1933    | Letna Prague, Tchécoslovaquie                   | Tchécoslovaquie | D 0-4 | A    | -                                         |
| 6 décembre 1933 | White Hart Lane Londres, Angleterre             | Angleterre      | D 1-4 | A    | Veinante (78e)                            |

A : match amical.

## Les joueurs
| Joueurs                                                      |     |    |    |     |    |    |    |
| Gardiens de but                                              |     |    |    |     |    |    |    |
| Robert Défossé (Olympique lillois) (1esélection)             | 90  | 90 | 90 | 90  | 90 | 90 | 90 |
| Défenseurs                                                   |     |    |    |     |    |    |    |
| Jules Vandooren (Olympique lillois) (1resélection)           | 90  | 9  |    | 37  | 90 |    | 90 |
| Jacques Mairesse (Red Star Olympique) (4esélection)          | 90  |    |    |     |    |    |    |
| Étienne Mattler (FC Sochaux)                                 |     | 90 | 90 | 90  | 90 | 90 | 90 |
| André Chardar (FC Sète) (12eet dernière sélection)           |     | 81 |    |     |    |    |    |
| Roger Rolhion (SO Montpellier) (4eet dernière sélection)     |     |    |    |     |    | 90 |    |
| Milieux                                                      |     |    |    |     |    |    |    |
| Edmond Delfour (Racing Paris)                                | 90  | 90 | 90 | 90  | 90 | 90 | 90 |
| Joseph Kaucsar (SO Montpellier)                              | 90  | 90 | 90 | 37  |    |    |    |
| Augustin Chantrel (CASG Paris) (dernières sélections)        | 90  | 90 |    |     |    |    |    |
| Jules Cottenier (RC Roubaix)                                 |     |    | 90 | r53 |    |    |    |
| Paul Poirier (Red Star Olympique) (1reet dernière sélection) |     |    | 90 |     |    |    |    |
| Georges Verriest (Racing Club de Roubaix) (1resélection)     |     |    |    | r53 | 90 | 90 |    |
| Raoul Diagne (Racing Paris) (2dsélection)                    |     |    |    | 90  |    |    |    |
| Célestin Delmer (Excelsior AC)                               |     |    |    |     | 90 | 90 | 90 |
| Maurice Banide (Club français) (7esélection)                 |     |    |    |     |    |    | 90 |
| Attaquants                                                   |     |    |    |     |    |    |    |
| Roger Rio (FC Rouen) (1resélection)                          | 26  | 90 | 90 | 90  | 90 | 90 | 90 |
| Jean Nicolas (FC Rouen)                                      | 90  | 90 | 90 | 90  | 90 |    | 90 |
| Marcel Langiller (Excelsior AC)                              | 90  | 90 | 90 | 90  | 90 |    |    |
| René Gérard (SO Montpellier) (dernières sélections)          | 90  | 90 | 90 | 90  |    | 90 | 90 |
| Robert Mercier (Club français)                               | r34 |    | 90 | 90  |    |    |    |
| Marcel Kauffmann (FC Mulhouse) (5eet dernière sélection)     | 90  |    |    |     |    |    |    |
| Ernest Libérati (SC Fives) (17esélection)                    |     | 90 |    |     |    |    |    |
| Albert Polge (SC Nîmes) (1resélection)                       |     |    |    |     | 90 | 90 |    |
| Noël Liétaer (Excelsior AC) (1resélection)                   |     |    |    |     | 90 |    |    |
| Émile Veinante (Racing Paris)                                |     |    |    |     |    | 90 | 90 |
| Marceau Lherminé (FC Rouen) (1reet dernière sélection)       |     |    |    |     |    | 90 |    |
| Roger Courtois (FC Sochaux) (1resélection)                   |     |    |    |     |    |    | 90 |